# 徳宿村
徳宿村（とくしゅくむら）は、かつて茨城県鹿島郡に存在した村である。
現在の鉾田市の中部、旧・鉾田町の北部に位置する。

## 歴史
- 1889年（明治22年）4月1日 - 町村制施行により、鹿島郡秋山村、飯名村、大戸村、駒木根村、徳宿村、舟木村の区域をもって成立。
- 1955年（昭和30年）3月15日 - 鹿島郡鉾田町、巴村、新宮村、行方郡秋津村と合併し、改めて鉾田町が発足。同日徳宿村廃止。

## 人口・世帯

### 人口
総数 [単位： 人]
| 1891年（明治24年） | 1,469 |
| 1909年（明治42年） | 3,436 |
| 1920年（大正 9年） | 3,562 |
| 1935年（昭和10年） | 3,813 |
| 1950年（昭和25年） | 5,542 |

### 世帯
総数 [単位： 世帯]
| 1920年（大正 9年） | 716 |
| 1935年（昭和10年） | 690 |
| 1950年（昭和25年） | 958 |

## 交通
現在は旧村域に徳宿駅（鹿島臨海鉄道大洗鹿島線）が設置されているが、当時は未開業。